# Wilhelm Langer
Wilhelm Langer (* 23. Januar 1880 in Schloßau; † 15. Februar 1970 in Karlsruhe) war ein deutscher Fußballspieler. Der Ur-Nationalspieler hütete das Tor der Badenser zwischen 1896 und 1908 und wurde mit ihnen 1905 Vizemeister.

## Karriere

### Vereine

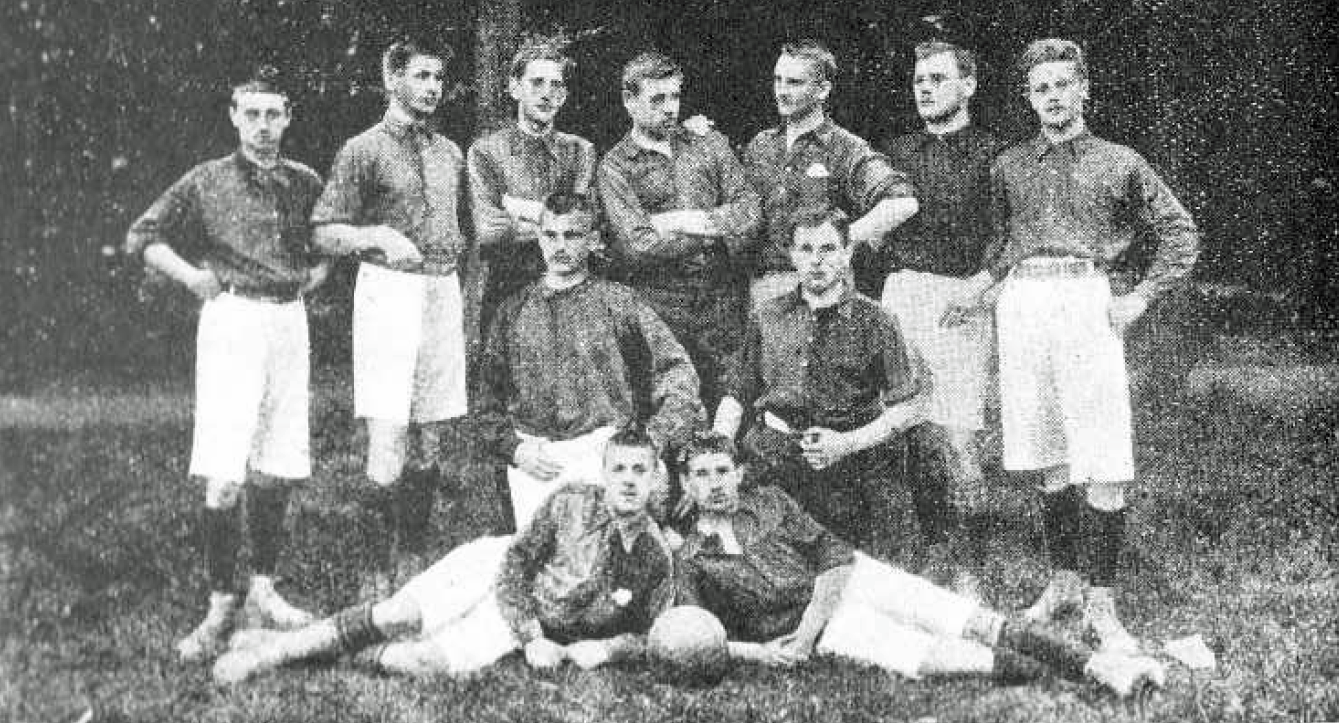
Wilhelm Langer (stehend, 2. v. l.) und Mitspieler des Karlsruher FV in einer Aufnahme aus dem Jahr 1899

Langer war mit 190 cm Körperlänge als Torhüter prädestiniert und debütierte 1896 beim 5:1-Sieg über den Baden-Badener FC in der ersten Mannschaft des Karlsruher FV, dem er bis 1908 angehörte. Mit der Mannschaft erreichte er zunächst die vier Finalspiele um die Süddeutsche Meisterschaft, die am 6. April 1902 in Hanau und am 7. Dezember 1902 in Darmstadt jeweils gegen den 1. Hanauer Fußball-Club 1893 mit 4:0 und 5:2 gewonnen wurden, sowie das am 27. März 1904 mit 5:0 gewonnene gegen den FC Germania Frankfurt. Das am 26. März 1905 gegen den 1. Hanauer Fußball-Club 1893 angesetzte Finalspiel fiel aus; da die Hanauer Mannschaft nur mit zwei Spielern antrat, erklärte der Schiedsrichter den Karlsruher FV mit 5:0 zum Sieger. Mit seiner Mannschaft erreichte er ferner das am 24. April 1904 mit 1:6 verlorene Viertelfinale der Endrunde um die Deutsche Meisterschaft beim BTuFC Britannia 1892 sowie das am 11. Juni 1905 in Köln ausgetragene Finale um die Deutsche Meisterschaft im Weidenpescher Park – als Feldspieler, da Willem Christiaan Schierbeek das Tor hütete. Doch gegen den BTuFC Union 92, den Meister des Verbandes Berliner Ballspielvereine, unterlag er mit seinem Verein mit 0:2.
Ein Reporter verglich anlässlich eine Gastspiels des Karlsruher FV bei Bayern in München 1908 die Spielweise der beiden Torhüter, Langer und dem Nationalspieler Ludwig Hofmeister: „Langer boxt die Bälle weg, Hofmeister fängt jeden, soweit möglich mit den Händen, täuscht den entgegenkommenden Stürmer und schlägt erst dann den Ball möglichst weit ins Feld zurück.“

### Auswahlmannschaft
Langer bestritt 1899 zudem zwei der sieben „Ur-Länderspiele“. Er gehörte der Auswahl an, die am 24. November auf dem Athletik-Sportplatz in Charlottenburg mit 2:10 und am 28. November auf dem Karlsruher Exerzierplatz mit 0:7 jeweils gegen eine englische Auswahlmannschaft verlor.

## Erfolge
- Finalist Deutsche Meisterschaft 1905
- Süddeutscher Meister 1902, 1903, 1904, 1905

## Auszeichnung
Bereits 1921 wurde er zum KFV-Ehrenmitglied ernannt und erhielt außerdem den Ehrenbrief des DFB.

## Sonstiges
Als Torhüter gehörte das Herauslaufen und die Fußabwehr zu seinen Stärken; doch er war nicht nur auf Spielfeld vielseitig einsetzbar. 1905 war er maßgeblich am Ausbau des Sportplatzes an der (späteren) Telegrafenkaserne beteiligt. Als Ruderer erhielt er 1913 eines der ersten Deutschen Sportabzeichen in Gold und war außerdem im Tennis, Skisport und in der Leichtathletik aktiv. Im Ersten Weltkrieg wurde er schwer verwundet und trug zeitlebens ein russisches Infanteriegeschoss im Körper. Als 54-Jähriger heiratete er in Karlsruhe und war von 1936 bis 1945 als Diplom-Ingenieur im Vorstand des Reichsbahnsportvereins Karlsruhe und beruflich als Reichsbahnrat bekannt.